# Cerco de Lilibeu (278 a.C.)
O Cerco de Lilibeu foi um cerco realizado durante a Guerra Pírrica, em 278 a.C., quando um exército epirota-siracusano, liderado pelo rei Pirro de Epiro, tentou capturar a cidade portuária de Lilibeu, uma das principais bases cartaginesas na Sicília.

## História
Adiando sua campanha na península Itálica, Pirro cruzou para a Sicília para lutar contra os cartagineses que estavam cercando Siracusa. Pirro conseguiu escapar da frota cartaginesa, desembarcou em Catana e entrou em Siracusa, onde foi proclamado comandante. Logo em seguida, Pirro expulsou o exército cartaginês, capturou as cidades de Panormo e Érix e recusou as propostas de Cartago de render todo o território siciliano, com exceção de Lilibeu, que eles precisavam se quisessem manter o controle sobre a Sardenha.
A cidade de Lilibeu (a moderna Marsala), ficava na ponta ocidental da Sicília, e era o porto de ligação da ilha com o norte da África, servindo como posto avançado cartaginês nas rotas para a Sardenha. Pirro cercou a cidade, mas, depois de dois meses, percebeu que as fortificações eram poderosas demais para serem tomadas e, sem intenção nenhuma de se ver arrastado para um longo bloqueio naval, levantou o cerco e partiu. Depois de Lilibeu, Pirro decidiu levar a guerra com o Cartago para a África, utilizando a sua frota e a recém-incorporada frota siracusana, um total de mais de 200 navios, mas os preparativos foram frustrados pela resistência dos gregos sicilianos às pesadas demandas exigidas por Pirro.
Porém, Pirro rapidamente passou a ser detestado pelos gregos sicilianos por causa de seu comportamento autoritário. A última gota para eles foi a execução de Toenão de Siracusa, um dos governantes da cidade, acusado de conspirar com ele. Os gregos sicilianos se revoltaram, com algumas cidades se aliando aos cartagineses e os mercenários mamertinos, que controlavam Messana. Neste ponto, Pirro decidiu voltar para o sul da Itália para ajudar os samnitas e tarantinos, que estavam perdendo a guerra para a República Romana.